# Duro (moneda)

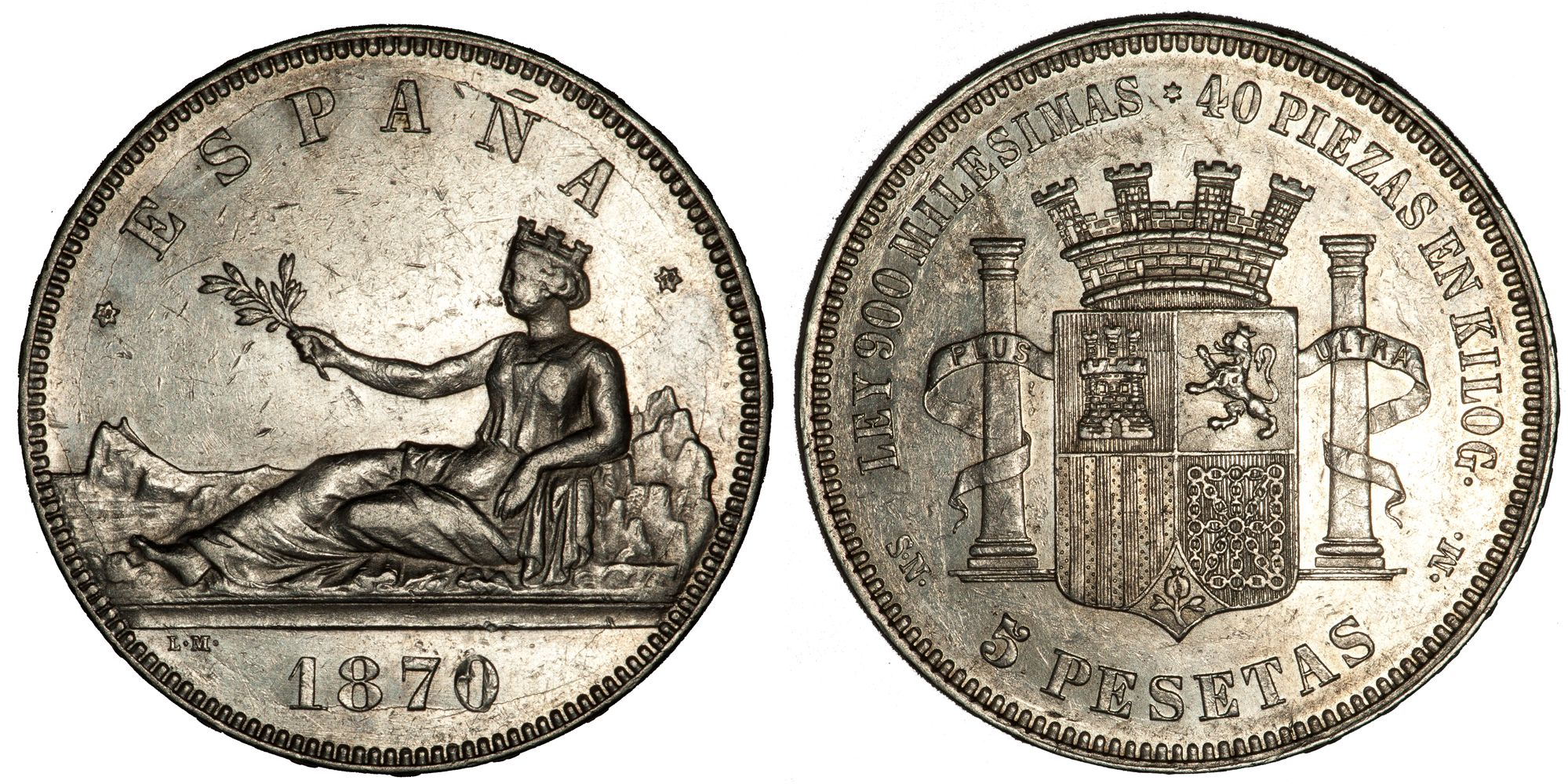
Los denominados duros de plata aparecieron en 1870 y, tras diferentes acuñaciones, durarán hasta el reinado de Alfonso XIII.

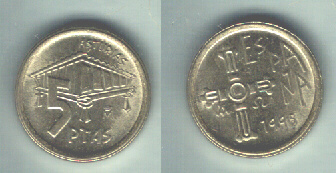
Duro de 1995, con motivos conmemorativos asturianos.

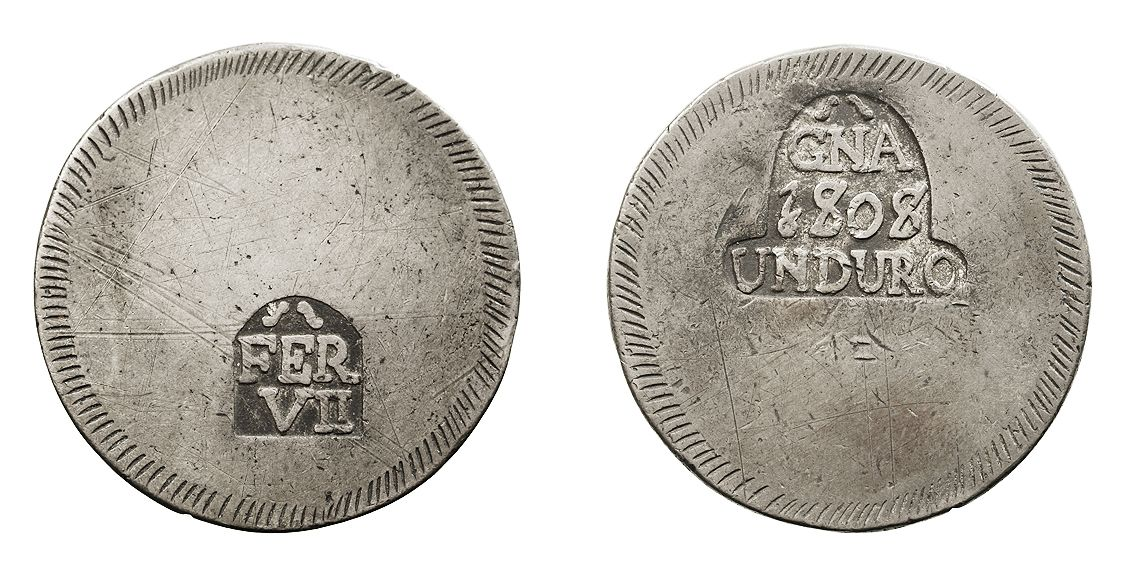
Duro acuñado en Gerona en 1808, única moneda con valor facial de "un duro".

Duro es el nombre informal que recibía la moneda española de cinco pesetas, así como el valor de dicha moneda. También se denominaban popularmente algunos múltiplos de cinco pesetas en duros, estando entre los más comunes 5 duros (25 pesetas), 20 duros (100 pesetas) y 1000 duros (5000 pesetas). Durante el siglo XX también se utilizó «machacante» como sinónimo de duro.

## Historia
El nombre procede de la antigua moneda llamada peso fuerte o peso duro, de 20 reales, aunque también existía el peso de 10 reales o peso a secas. El duro era lo que se denomina una «moneda de cuenta», ya que no existía como tal, sino que tan solo mantenía una relación con la moneda real, la peseta. La única acuñación de moneda con valor facial de un duro tuvo lugar en Gerona en 1808, durante la guerra de la Independencia.
Hoy en día perdura en España los dichos populares «Te ha faltado el canto de un duro» significando que ha estado muy cerca de algo debido a que el canto de esta moneda era muy fino; que «nadie regala duros por cuatro pesetas» (equivalente a «Cuando la limosna es grande hasta el santo desconfía») significando que nadie otorga beneficios por menos de lo que vale aquello que otorga; «no valer ni un duro»;  «no tener ni un duro», estar sin dinero; «Las tiendas de los 20 duros», para los establecimientos de productos a bajo precio, entre otros...

## Duro sevillano
Debido al descenso del precio de la plata motivado por la exportación de grandes cantidades de ese metal desde América, resultó que el valor intrínseco de las monedas de plata en circulación pasó a ser mucho menor que su valor facial. Por ello, aparecieron numerosas acuñaciones irregulares, realizadas al margen del Banco de España. Las más célebres fueron las de las monedas denominadas duros sevillanos, duros falsos realizados con una aleación de plata de igual o a veces incluso mayor valor que la aleación de los de curso legal, pero cuya acuñación se hacía al margen de la ley. Algunos tenían la "F" de Alfonso más corta y 22 rayas en lugar de las 21 oficiales, dentro del escudo de las flores de lis del reverso.
Los duros sevillanos fueron tan famosos que incluso llegaron a ser sinónimo de falsedad. Existe la expresión:

Eres más falso que un duro sevillano

«Ese duro cecea», dice en la comedia Es mi hombre (1921) un personaje de Arniches, vigilante en un casino, al sorprender a una moza que intenta colar en el juego un «duro sevillano».

## Duro mexicano
Antiguamente se llamaba "peso duro" o simplemente "duro" a la moneda de "real de a ocho" o su equivalente en papel moneda.

Dio un billete de a cinco duros, devolvióle cuatro el cantinero, y entre esos cuatro, como amigo pobre en compañía de ricos iba mi peso.